# Малиновый (река)
Малиновый — река в России, протекает по территории Тындинского района Амурской области. Длина реки — 11 км.
Начинается в лиственничной тайге на склоне невысоких гор. Течёт в юго-восточном направлении между реками Цыганка и Лапри, пересекает трассу М-56. Впадает в Могот справа в 57 км от его устья напротив посёлка Могот.

## Данные водного реестра
По данным государственного водного реестра России относится к Амурскому бассейновому округу, водохозяйственный участок реки — Зея от истока до Зейского гидроузла, речной подбассейн реки — Зея. Речной бассейн реки — Амур.
Код объекта в государственном водном реестре — 20030400112118100028471.